# Desserobdella michiganensis
Desserobdella michiganensis är en ringmaskart som först beskrevs av Sawyer 1972.  Desserobdella michiganensis ingår i släktet Desserobdella och familjen broskiglar. Inga underarter finns listade i Catalogue of Life.